# Wykres Sankeya
Wykres Sankeya (wykres strumieniowy) – graficzna, poglądowa ilustracja np. bilansu materiałowego (bilans mas) lub bilansu energetycznego, stosowany np. w technice, w czasie projektowania technologicznych procesów i operacji jednostkowych oraz złożonych procesów technologicznych. 
Jest stosowany również w czasie prezentowania informacji o procesach życiowych na różnych poziomach organizacji. Analizowany układ (złożony system biotyczny lub abiotyczny) jest traktowany jak układ termodynamiczny, w którym obowiązuje zasada zachowania energii i prawo zachowania masy. Na wykresach wyodrębnia się części systemu (bloki), które są łączone pasmami lub strzałkami wskazującymi kierunek przepływu masy i energii oraz określającymi wielkości strumieni (proporcjonalne do szerokości połączeń bloków).

## Matthew H. Sankey i poprzednicy

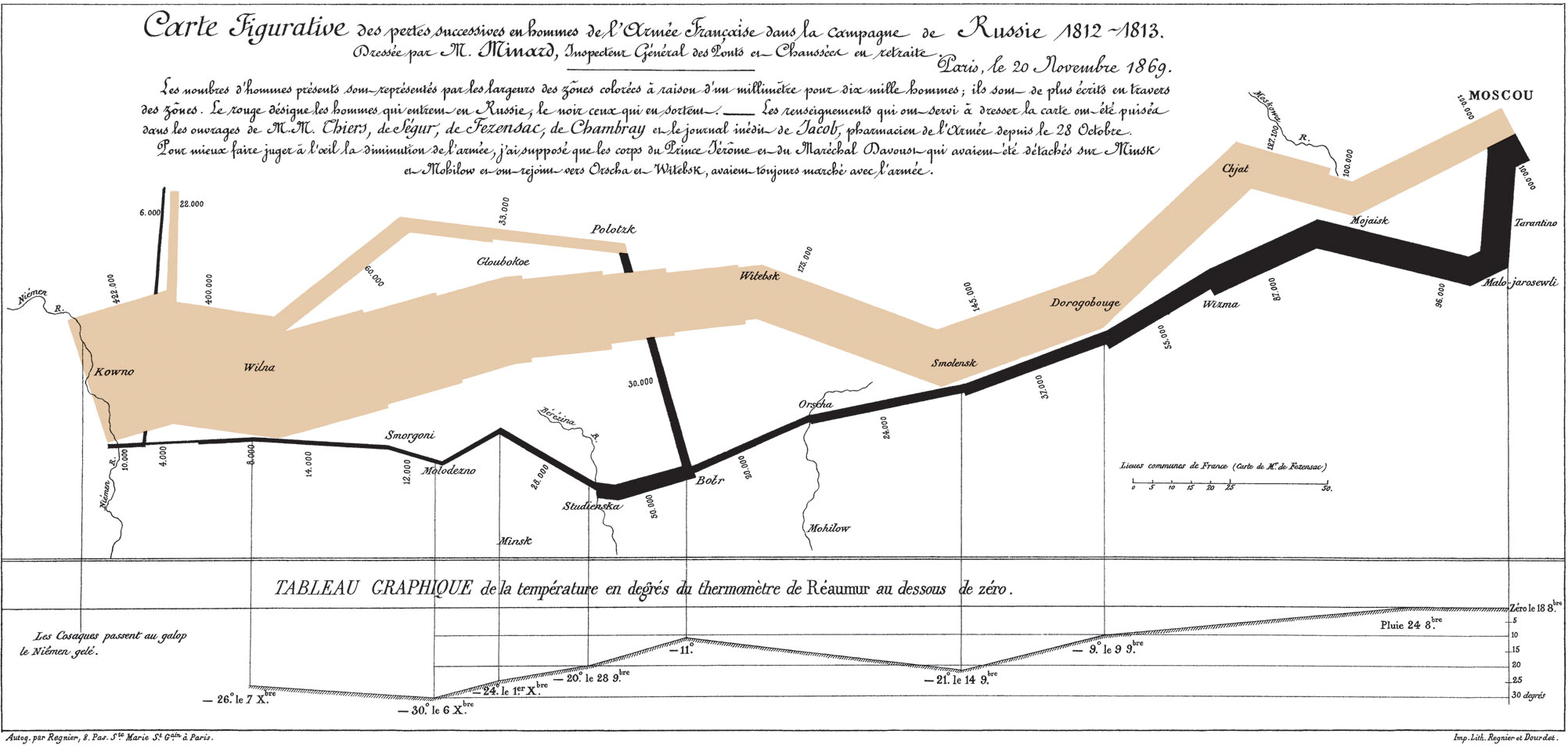
Straty w ludziach i temperatura w czasie rosyjskiej kampanii Napoleona (1812) według Charlesa J. Minarda (1869)

Kapitan Matthew H. Sankey (1853–1925) był irlandzkim inżynierem mechanikiem i kapitanem w Corps of Royal Engineers, gdzie prowadził badania zmierzające do zwiększenia sprawności silników parowych. Był członkiem Institution of Civil Engineers, a w latach 1920–1921 – prezesem brytyjskiej Institution of Mechanical Engineers. Jego artykuł na temat sprawności silników (The Thermal Efficiency of Steam Engines), w którym zostały zamieszczone wykresy strumieniowe, opublikowano w materiałach Institution of Civil Engineers w 1898 roku. 
Według niektórych źródeł twórcą wykresu strumieniowego był Charles J. Minard lub Henry D. Harness. Ch. Minard sporządził w 1869 roku podobny wykres, prezentujący zmiany liczebności armii Napoleona w czasie inwazji na Rosję (1812). Wcześniej, już w 1837 roku, w analogiczny sposób H. Harness (inżynier z Irish Railway Commissioners i porucznik w Corps of Royal Engineers) przedstawił, na mapie Hrabstwa Wicklow, informacje o liczbie osób podróżujących kolejami.

## Przykłady zastosowań wykresu Sankeya
Współczesne zastosowania wykresów Sankeya nie ograniczają się do obszaru techniki i technologii. Różna jest również skala systemów, których dotyczą – od mikroskopowych układów biologicznych (np. przemiana materii w mikroorganizmach) do skali globalnej i większej (np. wymiana energii między Ziemią i jej otoczeniem).

### Procesy technologiczne
Liczne zastosowania wykresów Sankeya w technologii i inżynierii procesowej ilustrują przykłady dotyczące np. badań energetycznej sprawności:
- silnika samochodu Renault (Riedler 1911)[10],
- wytwórni cementu (Schott 1954)[10],

Wykres Sankeya dla produkcji KClO_{3}
(źródło: Józef Kępiński, „Technologia chloru i związków chloru”)

- produkcji żelaza i stali (Reichardt 1937, Warczewski 1937)[10],
- wytwórni chloranu potasu (KClO3; Kępiński 1963)[11].

Chloran potasu jest otrzymywany  z chlorku potasu (KCl) metodą elektrochemiczną. Kolejnymi operacjami jednostkowymi są w tym przypadku:
- przygotowanie roztworu do elektrolizy: 
  - rozpuszczanie soli,
  - oddzielanie zanieczyszczeń (sedymentacja szlamów),
  - wprowadzanie dodatków, m.in. kwasu solnego (HCl) i dichromianu potasu (K2Cr2O7),
- elektroliza,
- wyodrębnianie produktu z roztworu po elektrolizie:
  - zatężanie roztworu chloranu,
  - krystalizacja kryształów „czarnych”,
  - filtracja i odwirowywanie kryształów „czarnych”,
  - „bielenie” kryształów (rafinacja chemiczna),
  - krystalizacja kryształów „białych”,
  - odwirowywanie kryształów „białych”,
  - suszenie kryształów, np. w suszarkach próżniowych,
  - rozdrabnianie produktu, np. w zgniatarkach,
  - pakowanie i magazynowanie produktu gotowego.

Na wykresie Sankeya zamieszcza się np. informacje o masie roztworów lub zawiesin, które muszą być przemieszczane do kolejnych węzłów instalacji projektowanej do wytwarzania określonej masy chloranu. Wykres ułatwia np. wstępne, orientacyjne oszacowanie wielkości niezbędnych urządzeń i wydajności pomp itp.  

Schemat technologiczny procesu produkcji chloranu potasu (KClO_{3})
z chlorku potasu (KCl) metodą elektrochemiczną
(źródło: Józef Kępiński, „Technologia chloru i związków chloru”)

### Energetyka organizmów żywych i ekosystemów
Wykresy Sankeya są stosowane do prezentacji przepływów masy i energii w ekologii, będącej (zgodnie z koncepcją Eugene Oduma, 1913–2002), nauką o strukturze i działaniu systemu nazywanego „przyrodą ożywioną”. Strumienie masy i energii przepływają między wyodrębnionymi układami biotycznymi i ich otoczeniem nieożywionym lub między różnymi układami biotycznymi. Zależnie od obszaru wykonywanych badań ekologicznych (np. autekologia, populacjologia, synekologia) bloki na wykresach mogą oznaczać, m.in.:
- pojedyncze organizmy, wymieniające masę i energię z otoczeniem,
- populacje, współistniejące z innymi populacjami w ekosystemie,
- biocenozy, znajdujące się w stanie dynamicznej równowagi z ich otoczeniem,
- organizmy, występujące w określonym ekosystemie, biotopie lub na Ziemi, charakteryzujące się jednakowym mechanizmem pobierania energii – należące do zespołów, które pełnią funkcje różnych ogniw łańcucha pokarmowego i znajdują się na różnych piętrach piramid ekologicznych, np. producenci, roślinożercy (konsumenci I stopnia), mięsożercy (konsumenci II stopnia i wyższych), reducenci (destruenci, detrytusożercy),
- wyodrębnione elementy biosfery, np. atmosfera, powierzchnia lądów, hydrosfera,
- cała biosfera Ziemi, wymieniająca energię i materię z otoczeniem kosmicznym i z głębszymi warstwami płaszcza i jądrem Ziemi.

Gdy analizowanym układem termodynamicznym jest pojedynczy organizm, wykresy zawierają informacje o źródłach pobieranej energii i o sposobach jej zwracania do otoczenia (element autekologii). Producenci wykorzystują strumień energii promieniowania słonecznego (fotosynteza) oraz mniejszy strumień energii cieplnej gleby (wyjątkiem są producenci ekosystemów głębinowych, korzystający głównie z energii wiązań chemicznych w związkach nieorganicznych). Konsumenci pobierają energię w formie pożywienia, mniej lub bardziej kalorycznego. Energia pobierana przez organizmy jest zmieniana np. w energię kinetyczną ich ruchu lub oddawana do otoczenia w formie biomasy i na sposób ciepła. Wykresy Sankeya, sporządzane np. dla konsumentów I stopnia (roślinożercy) i konsumentów II stopnia (mięsożerców), ilustrują np. różne udziały energii zawartej w detrytusie (np. przekazywanej destruentom w formie odchodów). Pozwalają stwierdzić m.in., że względne udziały wydzielanego ciepła i energii wykorzystywanej na ruch są w obu przypadkach podobne (np. energetyczny wydatek drapieżnika i ofiary w czasie polowania).
Przykładami wykresów Sankeya, które dotyczą większych systemów, są niektóre graficzne ilustracje obiegu materii w przyrodzie, dotyczące określonych ekosystemów lub biomów albo całego globu (cykle biogeochemiczne, m.in. obieg azotu, węgla, siarki, wody, fosforu, np. obieg fosforu w wodzie).

### Obieg energii w skali globalnej
Wykresy Sankeya są popularną metodą ilustrowania przyczyn globalnego ocieplenia. Przyjmuje się, że strumień energii  docierającej do Ziemi (energia promieniowania słonecznego) powinien być równy energii promieniowania Ziemi (widmo promieniowania przesunięte w kierunku podczerwieni). Wzrost zawartości w ziemskiej atmosferze związków silnie absorbujących promieniowanie podczerwone (para wodna, dwutlenek węgla i inne) zaburza równowagę w biosferze i prowadzi do wzrostu średniej temperatury i związanych z tym zmian klimatu. Możliwości przeciwdziałania tym efektom są analizowane z uwzględnieniem wielkości energetycznych zasobów Ziemi i zapotrzebowania na energię w skali państw i skali globalnej. Wyniki takich analiz złożonych systemów zaopatrzenia w energię są często przedstawiane również w formie wykresów Sankeya.

### Diagram Ishikawy
Zasada wykresów Sankeya jest wykorzystywana w czasie bilansowania potencjalnych przyczyn zdarzeń (np. wystąpienia wad produkowanego wyrobu). Klasyczne wykresy Ishikawy (diagramy przyczyn i skutków, ang. cause and effect diagram), znane też jako „diagramy rybiej ości” lub drzewa błędów, są przekształcane w tzw. wykresy zbilansowane Sankeya, jeżeli można określić prawdopodobieństwo wystąpienia poszczególnych przyczyn wystąpienia wad.